# Zeddiani
Zeddiani (en sard, Tzeddiani) és un municipi italià, dins de la província d'Oristany. Al fi de l'any 2016 tenia 1.152 habitants. Es troba a la regió de Campidano di Oristano. Limita amb els municipis de Baratili San Pietro, Oristany, San Vero Milis, Siamaggiore i Tramatza.

## Administració
| Període | Identitat          | Partit        |
| ------- | ------------------ | ------------- |
| 2005-   | Efisio Maria Carta | Llista Cívica |